# Ninhydrinprovet
Ninhydrinprovet används för att påvisa fria aminosyror, det vill säga inte för att påvisa långa och komplicerade proteiner.
Provet går till som så att man droppar ninhydrin i lösningen, och om denna byter färg till lila, då finns det fria aminosyror. Metoden kan också användas för att påvisa peptider och proteiner (små och enkla), dock fås bäst färg med enkla aminosyror. Provet används bland annat av polisen för att få fram fingeravtryck.
ninhydrin + aminosyra → aminosyraderivat